# Episodi di New York Undercover (terza stagione)
La terza stagione della serie televisiva New York Undercover è stata trasmessa in anteprima negli Stati Uniti d'America dalla Fox tra il 29 agosto 1996 e il 15 maggio 1997.
| nº | Titolo originale         | Titolo italiano | Prima TV USA      | Prima TV Italia |
| -- | ------------------------ | --------------- | ----------------- | --------------- |
| 1  | A Time of Faith (Part 1) |                 | 29 agosto 1996    |                 |
| 2  | A Time of Faith (Part 2) |                 | 5 settembre 1996  |                 |
| 3  | Tough Love               |                 | 12 settembre 1996 |                 |
| 4  | Blue Boy                 |                 | 19 settembre 1996 |                 |
| 5  | Rule of Engagement       |                 | 26 settembre 1996 |                 |
| 6  | Kill the Noise           |                 | 31 ottobre 1996   |                 |
| 7  | Smack Is Back            |                 | 7 novembre 1996   |                 |
| 8  | Don't Blink              |                 | 14 novembre 1996  |                 |
| 9  | Without Mercy            |                 | 21 novembre 1996  |                 |
| 10 | Going Platinum           |                 | 5 dicembre 1996   |                 |
| 11 | Brown Like Me            |                 | 19 dicembre 1996  |                 |
| 12 | Grim Reaper              |                 | 9 gennaio 1997    |                 |
| 13 | Fade Out                 |                 | 16 gennaio 1997   |                 |
| 14 | The Solomon Papers       |                 | 30 gennaio 1997   |                 |
| 15 | School's Out             |                 | 6 febbraio 1997   |                 |
| 16 | Outrage                  |                 | 13 febbraio 1997  |                 |
| 17 | The Promised Land        |                 | 20 febbraio 1997  |                 |
| 18 | Descell                  |                 | 13 marzo 1997     |                 |
| 19 | Hubris                   |                 | 27 marzo 1997     |                 |
| 20 | The Unthinkable          |                 | 17 aprile 1997    |                 |
| 21 | Vendetta                 |                 | 24 aprile 1997    |                 |
| 22 | Is It a Crime?           |                 | 1º maggio 1997    |                 |
| 23 | No Place Like Hell       |                 | 8 maggio 1997     |                 |
| 24 | The Last Hurrah          |                 | 15 maggio 1997    |                 |